# Жердев, Вадим Владимирович
Вади́м Влади́мирович Же́рдев (23 апреля 1960, Калуга — 13 августа 2020, там же) — советский и российский футболист, защитник, полузащитник, тренер.

## Биография
Учился в школе № 6 города Калуги.
Воспитанник калужского футбола. В соревнованиях команд мастеров дебютировал в 23-летнем возрасте в составе калужской «Зари» во второй лиге. В сезоне 1990/91 выступал в одном из низших дивизионов Польши за «Буг» (Вышкув), а в 1995 году — в Финляндии за ГБК (Коккола). Помимо калужских команд, играл во второй и третьей лигах России за «Индустрию» (Боровск) и люберецкий «Торгмаш».
За клубы Калуги в соревнованиях профессионалов (мастеров) сыграл более 420 матчей в первенствах СССР и России.
В 1998 году был играющим главным тренером калужского «Локомотива», затем работал на административных должностях в «Локомотиве» и ФК «Калуга». В 2007 году возглавлял клуб «Заря» (Думиничи), с которым выиграл чемпионат области. Работал главным тренером «Калуги» в любительских соревнованиях (2008—2009), становился победителем Кубка зоны «Черноземье» ЛФЛ (2008, 2009) и победителем зонального турнира первенства (2009), затем уступил тренерский пост Эдуарду Дёмину, но фактически ему ассистировал. В 2011 году в течение нескольких матчей исполнял обязанности главного тренера «Калуги» во время дисквалификации Дёмина. В 2012 году возглавлял второй состав «Калуги».

## Достижения
- Серебряный призёр 1-й зоны Второй лиги: 1984
- Бронзовый призёр 1-й зоны Второй лиги (2): 1986, 1987

## Личная жизнь
Сын Андрей (род. 1989) тоже футболист, выступал за клубы низших дивизионов России и молдавский «Зимбру».